# Савов, Сава
Сава Панайотов Савов (5 декабря 1865, Шумен, Османская империя — 10 апреля 1940, София, Болгария) — болгарский военный деятель, генерал пехоты.

## Биография
Савов родился в Шумене в 1865 году, военное образование получил в военной академии в Софии. В сербско-болгарской войне командовал ротой. С 1888 года по 1896 флигель-адъютант правителя Болгарии князя Фердинанда I. В 1910 году назначен командиром 22-го пехотного полка. С этим полком участвовал в Первой Балканской войне, во время Второй Балканской войны назначен командиром пехотной бригады. С 1914 года опять становится флигель-адъютантом царя Болгарии. После вступления Болгарии в Первую мировую войну назначается командиром 5-й пехотной дивизии, с которой участвует в боях в Сербии и на Салоникском фронте. В июле 1917 года становится командующим 3-й армии. В 1918 году переведён на должность командира сформированной 4-й армии. В июне 1918 года становится военным министром Болгарии, затем главный инспектор болгарской армии. После окончания войны в 1919 году переведён в запас. После этого стал заниматься политической деятельностью. Являлся членом Демократической партии. Умер 10 апреля 1940 года в Софии.

## Награды
- Орден «За храбрость» III и IV степени
- Орден «Святой Александр» III и V степени
- Орден «За военные заслуги» I и IV степени
- Орден «За заслуги»
- Орден Святого Станислава II степени (Россия)
- Орден Святой Анны II и III степени (Россия)
- Османский орден «Меджидие» I степени
- Османский орден «Имтияз»
- Османский орден «За военные заслуги»
- Австро-венгерский орден «Леопольда» I степени
- Германский орден «Железный крест» I и II степени